# Лівани
Ли́вани (латис. Līvāni) — місто на сході Латвії, адміністративний центр Ливанського краю. Площа міста — 4,7 км².

## Назва
- Лівани, Ливани (латис. Līvāni;  вимова)
- Лівенгоф (нім. Lievenhof, Livenhof) — до 1918 року.
- Лейвуонс (латг. Leivuons)

## Історія
Поселення відносилося до стародавнього міста-держави — Латгальської Єрсики, що знаходиться всього за 7 кілометрів на північ. Перше документальне свідоцтво існування населеного пункту на ім'я Дубна відноситься до 1289 року. Початки міста пов'язані з 1533 роком, коли місцевий німецький землевласник Лівен заснував тут село і назвав його в свою честь — Лівенгоф.
1677 року Лівенгоф стало власністю польського магната Леонарда Покіджа. Будучи католиком, в 1678 він побудував тут першу католицьку церкву. Церква стояла на березі річки Дубни, близько до нинішнього місця розташування 1-ї середньої школи.
1824 року Лівенгоф отримав статус містечка. 1854 року тут відкрилася друга народна школа в Латгалії. Інша важлива подія — відкриття першої місцевої аптеки в 1869.
У 1926 Лівани отримують статус міста. В цей час місто складається з приблизно 370 житлових будинків (більшість з них — дерев'яні будівлі) побудованих уздовж головної вулиці міста — Ризької вулиці. На вулиці розташовується безліч маленьких магазинчиків, більшість з яких належали місцевим євреям. В середині 1930-х в Ливанах було приблизно 180 магазинів. Місто також грало роль місцевого культурно-регіонального центру.

## Населення
Зараз до міста Лівани відносяться прилеглі селища Рожупе і Турки. Етнічний склад: 60 % — латиші, 30 % — росіяни, 10 % — інші національності.

## Міста-партнери
Має партнерські зв'язки з українським містом:
- Кам'янець-Подільський